# Archiv für Naturgeschichte
Archiv für Naturgeschichte era um jornal de história natural em língua alemã. Foi fundado por AFA Wiegmann em 1835. A revista foi publicada em Berlim de 1835 a 1926. Houve 92 volumes publicados. De 1912 a 1926, cada volume foi publicado em duas seções, a saber, Abteilung A: Original-Arbeiten e Abteilung B: Jahres-Berichte . Abteilung A (ou seja Seção A) publicou artigos originais sobre zoologia. Abteilung B (ou seja Seção B) publicou relatórios anuais sobre artigos zoológicos publicados no ano anterior.